# КамАЗ-43114
КамАЗ-43114 — тривісний вантажний автомобіль повноприводний підвищеної прохідності з колісною формулою 6х6, що випускається Камським автомобільним заводом (КамАЗ) з 1995 року і прийшов на заміну КАМАЗ 43101. Шасі 43114 широко застосовується в збройних силах, нафтогазовидобувній галузі, в тому числі для монтажу різних надбудов (автоцистерн, автогідропідйомники, фургонів, автопоїздів-плетевозів та ін). Кабіна — висока, тримісна, розташована над двигуном, залежно від модифікації — як зі спальним, так і без спального місця.
Автомобіль комплектується двигуном КамАЗ-740.31-240 V8 (Євро-2) об'ємом 10,85 л, потужністю 240 к.с. (176 кВт).
Автомобіль КамАЗ-43114 брав участь у «Ралі Дакар» як машина техсупроводу.
}